# Подстепки (Оренбургская область)
Подстепки — село в Илекском районе Оренбургской области, административный центр и единственный населённый пункт Подстепкинского сельсовета.

## География
Посёлок расположен в 25 км восточнее районного центра — села Илек, в пойме реки Урал. Рядом с селом проходит дорога Р335 «Оренбург—Илек».

## Население
| 2010 | 2012 | 2013 | 2014 | 2015 | 2016 | 2017 |
| ---- | ---- | ---- | ---- | ---- | ---- | ---- |
| 528  | ↘513 | ↘501 | ↘491 | ↘465 | ↘461 | ↘443 |
| 2018 | 2019 | 2020 | 2021 |      |      |      |
| ↘429 | ↘402 | ↘393 | →393 |      |      |      |

## История
Село основано примерно в 1826 году Свиридовым и Дарьиным.
История появления села и его названия изложена оренбургским языковедом и краеведом Б. А. Моисеевым . «Наименование Подстёпки появилось раньше возникновения села. Поселение образовалось в 1835 году, а о названии было уже известно в XVIII веке. Дело в том, что здесь, в окрестностях Подстёпок, протекали три речки, превратившиеся потом в сухие овраги, которые начинались в степи и впадали в Урал слева. Поскольку они брали начало на окраине степи, под степью, то и стали называться Подстёпками. А всё это место получило наименование урочище Подстёпное».
«На этом месте, на берегу одного подстёпка, поселились в 1835 году крестьяне из Тамбовской губернии. Новое поселение получило своё наименование по трём степным речкам — Подстёпки. Оно расположилось на самом большом подстёпке. Сейчас это овраг (балка), который разделяет село на две части».
«На левой стороне Урала в это время, когда появились Подстёпки (1835), уже были поселения: Илецкий городок (Илек), Кардаиловка, Краснохолм и другие, жители которых были казаками. Земли по левобережью Урала принадлежали им. Прибывшие тамбовские крестьяне самовольно поселились на этих землях. Возмущённые казаки немедленно обратились с жалобой к своему начальству. Военный губернатор предложил крестьянам выбрать одно из двух: покинуть территорию или записаться в казаки. Тяжёлая казачья пограничная служба испугала тамбовцев. Они постепенно, по одной-две семьи, перебрались в село Исаево-Дедово (ныне село Октябрьское Октябрьского района)».
«Спустя семь лет, в 1842 году, в Подстёпки прибыла новая большая группа переселенцев из Пензенской губернии. Они были насильно зачислены в казаки. Многих крестьян, которые особенно резко протестовали против казачьей службы, выпороли розгами. Так окончательно застроились Подстёпки. Та часть села, где осели пензенские переселенцы, до сих пор называют Пензёй».

## Инфраструктура
Отделение связи: почта, телефон, телеграф
Возможность оказания скорой медицинской помощи: фельдшерский пункт